# Frédéric Protat
Frédéric Protat (Bron, 17 de julio de 1966) es un piloto de motociclismo de velocidad francés, que compitió regularmente en el Campeonato Mundial de Motociclismo desde 1989 hasta 1997.

## Biografía
Obtuvo la primera victoria a nivel nacional a los 20 años en el trofeo monomarca de Yamaha. De aquím pasó a competir en el campeonato europeo y francés de 250, primero con Honda y después con Aprilia (moto con la cual conquistó el título nacional en 1991). En los años siguientes, participó en numerosas ediciones del campeonato francés clasificándose en dos ocasiones en cabeza del campeonato superbike, con una Ducati.
Su debut en el Mundial fue en la temporada 1989 en la que participó en dos Grandes Premios en 250cc a bordo de una Aprilia, acabando en el 22.º y 28.º puesto. Su presencia sucesiva siguió en la temporada 1991 a bordo de la Aprilia, donde obtuvo 4 puntos en la clasificación general. 
Siguió competiendo siempre en 250 durante las próximas tres temporadas, primero con Aprilia, y en 1994 con una Honda equipo Tech 3. Sólo en 1993 logró, sin embargo, obtener puntuar en la clasificación del campeonato.
En 1995 pasó a competir en la categoría de 500cc a bordo de una ROC Yamaha con la que consiguió algunas buenas posiciones. El mejor fue un octavo lugar en el Gran Premio de Francia de 1996. En 1997, disputó su última temporada, donde no consigue entrar en zona de puntos.
En 1998, compitió en Mundial de Superbikes donde permanece hasta el 2003. En las primeras cuatro temporadas compitió con un Ducati en un equipo de su propiedad (FP Racing) y el último con un Yamaha.
En 2006, ganó las 24 Horas de Le Mans motocicleta válida para el Campeonato Mundial de Resistencia.

## Resultados en el Campeonato del Mundo
Sistema de puntuación desde 1988 hasta 1991:
| Posición | 1.º | 2.º | 3.º | 4.º | 5.º | 6.º | 7.º | 8.º | 9.º | 10.º | 11.º | 12.º | 13.º | 14.º | 15.º |
| Puntos   | 20  | 17  | 15  | 13  | 11  | 10  | 9   | 8   | 7   | 6    | 5    | 4    | 3    | 2    | 1    |

Sistema de puntuación de 1993 hasta 2022:
| Posición | 1.º | 2.º | 3.º | 4.º | 5.º | 6.º | 7.º | 8.º | 9.º | 10.º | 11.º | 12.º | 13.º | 14.º | 15.º |
| Puntos   | 25  | 20  | 16  | 13  | 11  | 10  | 9   | 8   | 7   | 6    | 5    | 4    | 3    | 2    | 1    |

### Carreras por año
| Año  | Cat.  | Moto       | 1       | 2       | 3       | 4       | 5       | 6       | 7       | 8       | 9       | 10      | 11      | 12      | 13      | 14      | 15     | Ptos. | Pos. |
| ---- | ----- | ---------- | ------- | ------- | ------- | ------- | ------- | ------- | ------- | ------- | ------- | ------- | ------- | ------- | ------- | ------- | ------ | ----- | ---- |
| 1988 | 250cc | Honda      | JAP -   | USA -   | ESP -   | EXP -   | NAT -   | GER -   | AUT -   | NED -   | BEL -   | YUG -   | FRA DNQ | GBR -   | SWE -   | CZE -   | BRA -  | 0     | -    |
| 1989 | 250cc | Aprilia    | JAP -   | AUS -   | USA -   | ESP DNQ | NAC -   | ALE DNQ | AUT -   | YUG -   | NED -   | BEL -   | FRA 22  | GBR -   | SUE -   | CHE 28  | BRA -  | 0     | -    |
| 1991 | 250cc | Aprilia    | JAP 30  | AUS 13  | USA Ret | ESP Ret | ITA Ret | ALE DNP | AUT Ret | EUR 15  | NED 17  | FRA Ret | GBR 21  | RSM 21  | CHE Ret | LMA Ret | MAL -  | 4     | 33.º |
| 1992 | 250cc | Aprilia    | JAP Ret | AUS Ret | MAL Ret | SPA 16  | ITA 19  | EUR 12  | ALE 19  | NED 17  | HUN 16  | FRA 12  | GBR 19  | BRA 20  | RSA Ret |         |        | 0     | -    |
| 1993 | 250cc | Aprilia    | AUS Ret | MAL Ret | JAP 20  | ESP 16  | AUT Ret | ALE 16  | NED Ret | EUR Ret | RSM 16  | GBR 12  | CZE 15  | ITA Ret | USA 13  | FIM 19  |        | 8     | 25.º |
| 1994 | 250cc | Honda      | AUS 18  | MAL 18  | JAP 17  | ESP 19  | AUT 17  | ALE Ret | NED Ret | ITA 20  | FRA Ret | GBR Ret | CZE 20  | USA Ret | ARG 17  | EUR Ret |        | 0     | -    |
| 1995 | 250cc | ROC Yamaha | AUS 18  | MAL 11  | JAP 23  | ESP Ret | ALE 18  | ITA DNP | NED Ret | FRA 12  | GBR 16  | CZE 17  | RIO 17  | ARG Ret | EUR Ret |         |        | 9     | 25.º |
| 1996 | 500cc | ROC Yamaha | MAL 9   | IDN 14  | JAP Ret | ESP 13  | ITA 15  | FRA 8   | NED 15  | ALE 14  | GBR 14  | AUT Ret | CZE 19  | IMO Ret | CAT 13  | RIO 16  | AUS 13 | 32    | 15.º |
| 1997 | 500cc | ROC Yamaha | MAL Ret | JAP 17  | ESP Ret | ITA 17  | AUT Ret | FRA 18  | NED 17  | IMO 18  | ALE Ret | RIO 17  | GBR 17  | CZE Ret | CAT Ret | IDN Ret | AUS 18 | 0     | -    |

| Color     | Resultado                                                               |
| --------- | ----------------------------------------------------------------------- |
| Oro       | Ganador                                                                 |
| Plata     | 2.ª plaza                                                               |
| Bronce    | 3.ª plaza                                                               |
| Verde     | Finalizó en los puntos                                                  |
| Azul      | Finalizó sin puntos                                                     |
| Azul      | NC - No clasificado                                                     |
| Violeta   | Ret - No terminó (Carrera)                                              |
| Rojo      | DNQ - No se clasificó                                                   |
| Negro     | DSQ - Descalificado                                                     |
| Blanco    | DNS - No empezó (carrera)                                               |
| Blanco    | WD - Retirado (fin de semana)                                           |
| Blanco    | C - Carrera cancelada                                                   |
| Sin color | DNP - Inscrito pero no participó                                        |
| Sin color | INJ - Lesionado                                                         |
| Sin color | EX - Excluido                                                           |
| Estado    | Resultado                                                               |
| Negrita   | Pole position                                                           |
| Cursiva   | Vuelta rápida                                                           |
| †         | Abandona, pero clasifica al completar el porcentaje requerido para ello |